# Ardea
 Denne artikel omhandler byen Ardea. Der er også andre byer med dette navn, se Ardea (by).
Ardea er en slægt af hejrer.

## Arter
- Stor blåhejre, Ardea herodias
- Fiskehejre, Ardea cinerea
- Goliathejre, Ardea goliath
- Cocoihejre, Ardea cocoi
- Hvidhalset hejre, Ardea pacifica
- Sorthovedet hejre, Ardea melanocephala
- Askegrå hejre, Ardea humbloti
- Hvidbuget hejre, Ardea insignis
- Malajhejre, Ardea sumatrana
- Purpurhejre, Ardea purpurea
- Sølvhejre, Ardea alba eller Casmerodius albus
- Sorthvid hejre, Ardea picata eller Egretta picata
- Gulnæbbet hejre, Ardea intermedia eller Egretta intermedia
- Østlig silkehejre, Ardea eulophotes eller Egretta eulophotes